# Coccidophilus citricola
Coccidophilus citricola is een keversoort uit de familie lieveheersbeestjes (Coccinellidae). De wetenschappelijke naam van de soort is voor het eerst geldig gepubliceerd in 1905 door Brèthes.